# Jarosław Felczykowski
Jarosław Felczykowski (ur. w 1963 w Toruniu) – polski aktor teatralny i filmowy.

## Życiorys
Egzamin dojrzałości złożył w III Liceum Ogólnokształcącym w Toruniu. Od początku swojej kariery (1986) związany z Teatrem im. Wilama Horzycy w Toruniu.
W  latach 90 autor i prowadzący audycję radiową, emitowaną cyklicznie w toruńskim „Radio GRA”. Obecnie nagrywa książki w odcinkach i radio nowele dla radia PiK. W latach 2020–2024 autor i prowadzący program „Czego nie widać” w TVP Bydgoszcz. Konferansjer, autor wielu sztuk dla dzieci i piosenek.
Od 1996 do 2013 roku tworzył i prowadził „Wieczory Sylwestrowe” w toruńskim Teatrze im. Wilama Horzycy. W latach 2002–2009 reżyserował i prowadził charytatywne „Koncerty Uniwersyteckie” UMK na rzecz domu pomocy dla dzieci w Grabiu. Wolontariusz i członek grupy teatralnej „EFATA” przy hospicjum „Światło” w Toruniu.

### Teatr im. Wilama Horzycy w Toruniu

#### Jako aktor
- „Zmierzch” Izaak Babel (reż. Krystyna Meissner) 1986, jako Ślepiec Fiedia.
- „Sen nocy letniej” William Szekspir (reż. Krystyna Meissner 1988, jako Rzemieślnik - Tyzbe
- „Lulu” Frank Wedekind (reż. Michał Kwieciński) 1987, jako komisarz policji.
- „Wieczór z Tuwimem” (reż. Krystyna Meissner) 1987
- „Wędrowny teatr Sopalovica (reż. Bogusław Kierc) 1987, jako więzień.
- „Romeo i Julia” (reż. Bogusław Kierc) 1988, jako Służący
- „Mandat” Nikołaj Erdmann (reż. Eugeniusz Korin) 1988, jako mężczyzna z bębnem
- „Operetka” Witold Gombrowicz (reż. Krystyna Meissner) 1989,  jako złodziejaszek
- „Żołnierz Królowej Madagaskaru” (reż. Piotr Cieplak) 1990, jako Kazio Mazurkiewicz
- „Kopciuszek” (reż. Wojciech Kępczyński) 1990
- „Mała Apokalipsa” Tadeusz Konwicki (reż. Krystyna Meissner) 1990, jako kelner.
- „Tragik mimo woli” Antoni Czechow (reż. Piotr Cieplak) 1991, jako członek zarządu.
- Niepokoje wychowanka Torlessa Robert Musil (reż. Krystyna Meissner), 1992), jako mężczyzna u Bożeny
- „Złota różdżka” (reż. Jerzy Bielunas) 1992
- „Rewizor” Nikołaj Gogol (reż. Krystyna Meissner) 1992, jako Osip
- Historia o miłosiernej czyli... Ariano Suassuna (reż. Bogusław Symotiuk, 1993), jako Zbój
- Piosenki przed trybunałem Jean Pierre de Beranger (reż.  Marta Stebnicka, 1993), jako Duży Człowieczek
- Zemsta Aleksander Fredro (reż. Krystyna Meissner, 1994), jako Wacław
- Krakowiacy i górale Wojciech Bogusławski (reż. Andrzej Rozhin, 1994), jako Góral
- Nie igra się z miłością Alfred de Musset (reż. Marek Fiedor, 1994), jako Mistrz Blazjusz
- Kupiec wenecki William Szekspir (reż. Krzysztof Warlikowski, 1994), jako Doża Wenecki
- Grupa Laokoona Tadeusz Różewicz (reż. Jan Różewicz, 1994), jako członek jury I
- „Zaczarowane jezioro” według Piotra Czajkowskiego, (reż. Władysław Janicki) 1995, jako reżyser, Przyjaciel Księcia.
- Klątwa Stanisław Wyspiański (reż. Tomasz Kowalski, 1996), jako Parobek
- Karykatury Jan August Kisielewski (reż. Iwona Kempa), 1996, jako Migdał
- „Awantura w Chioggi” Carlo Collodi (reż. Wiesław Komasa) 1996, jako Beppo
- Wesele Stanisław Wyspiański (reż. Krystyna Meissner), 1996), jako Czepiec, Rycerz Czarny
- Ożenek Nikołaj Gogol (reż. Marek Fiedor, 1997), jako Podkolesin
- Gwałtu, co się dzieje! Aleksander Fredro (reż. Andrzej Bubień, 1997), jako Kasper
- Pinokio według Carla Collodiego (reż. Cezary Domagała, 1997), jako Gepetto
- Paternoster Helmut Kajzar (reż. Marek Fiedor, 1998), jako Józio
- Ryszard III William Szekspir (reż. Andrzej Bubień, 1999), jako lord River
- Wujaszek Wania Antoni Czechow (reż. Andrzej Bubień, 1999), jako Ilja Iljicz Tielegin
- W 80 dni dookoła świata (reż. Jerzy Bielunas, 2000), Fileas Fogg
- Kronika wypadków miłosnych Tadeusz Konwicki (reż. Sebastian Majewski, 2000), jako Aschenbach
- Damy i huzary Aleksander hr Fredro (reż. Andrzej Bubień, 2000), jako Kapelan
- Iwona księżniczka Burgunda Witold Gombrowicz (reż. Andrzej Rozhin, 2001), jako Walenty
- Don Juan Molier (reż. Maciej Sobociński, 2001), jako pan Niedziela
- „Piękna Lucynda” Marian Hemar (reż. Wiesław Komasa) 2001, jako Podkomorzy Faworski
- Samotny zachód Martin McDonagh (reż. Iwona Kempa), 2002), jako ojciec Welsh
- Franciszek Villon na dworcu... według Francois Villona (reż. Marta Stebnicka, 2002)
- Marat/Sade Peter Weiss (reż. Andrzej Bubień), 2003), jako Markiz de Sade
- Kopciuszek Jan Brzechwa (reż. Wiesław Komasa, 2003), jako Herold I
- Woyzeck Georg Buchner (reż. Iwona Kempa, 2004), jako Pijak
- Wiśniowy sad Antoni Czechow (reż. Andrzej Bubień, (2003), jako Jermołaj Łopachin
- Ślub Witold Gombrowicz (reż. Elmo Nuganen, 2004), jako Pijak
- Ja według Iwana Wyrypajewa (reż. Wiktor Ryżakow, 2005)
- Uroczystość Thomas Vinterberg, Mogens Rukov (reż. Norbert Rakowski), 2005), jako Helmut
- Pułapka Tadeusz Różewicz (reż. Peter Gothar, 2005), jako fryzjer; Sprzedawca mebli
- Sen nocy letniej William Szekspir (reż. Paweł Łysak, 2006), jako Ryjek
- 3 x Czechow (reż. Andrzej Bubień, 2006), jednoaktówki: Jubileusz jako prezes Banku - Szipuczin, Oświadczynyjako Łomow
- Opera żebracza John Gay (reż. zespół, 2007), jako Lockit
- „Pakujemy manatki” Hanoch Levin (reż Iwona Kempa) 2007, jako Cvi
- „Niestworzona historia, albo Tatuś” Michał Walczak (reż.Gabriel Gietzky) 2007, jako Ostatni Tatuś i Policjant
- „Dostoyewski Trip” Władimir Sorokin (reż. Wasilij Sienin) 2008, jako Dealer
- „Maria Stuart” Fryderyk Schiller (reż. Grzegorz Wiśniewski) 2008, jako Amias Paulet, rycerz, strażnik Marii.
- „Hamlet” William Szekspir (reż. Małgorzata Bogajewska) 2008, jako Poloniusz
- „In Extremis” Howard Brenton (reż. Iwona Kempa) 2008, jako Alberik
- „Człowiek z Bogiem w szafie” Michał Walczak (reż. Piotr Kruszczyński) 2009, jako Adam.
- „Kot w butach” (reż. Jacek Bończyk) 2009, jako Zły Czarodziej
- „Ślubuję ci miłość i wierność” Janos Hay (reż. Iwona Kempa) 2009, jako Władek
- „Zimowe ceremonie” Hanoch Levin (reż. Iwona Kempa) 2010, jako Baraguncele
- „Śnieg” Stanisław Ignacy Witkiewicz, (reż. Grzegorz Wiśniewski) 2010, (Matka jako Leon) (kurka Wodna jako Edgar)
- „Gody życia” Stanisław Przybyszewski (reż. Iwona Kempa) 2010, jako Bielski
- „Dziedzictwo Estery” Sándor Márai (reż. Pia Partum) 2011, jako Tibor
- „Dziady - Transformacje” Adam Mickiewicz (reż. Jacek Jabrzyk) 2011, jako „Piąty"
- „Porucznik z Inishmore” Martin McDonagh (reż. Ana Kowalska) 2012, jako Christy.
- „Pięć róż dla Jennifer” Annibale Rucello (reż. Maria Spiss) 2013, jako Anna.
- „Pippi Pończoszanka” Astrid Lindgren (reż. Adam Biernacki) 2013, jako Grzmot i jako Baletnica.

#### Jako asystent reżysera
- Nie igra się z miłością Alfred de Musset (reż. Marek Fiedor, 1994)
- Klątwa Stanisław Wyspiański (reż. Tomasz Kowalski, 1996)
- Pułapka Tadeusz Różewicz (reż. Peter Gothar, 2005)
- „Ja” według Iwana Wyrypajewa (reż. Wiktor Ryżakow, 2005)
- „Dostoyewski Trip” Władimir Sorokin (reż. Wasilij Sienin) 2008

### Teatr Polski w Poznaniu
- Helmucik Ingmar Villqist (reż. Paweł Łysak, 2002), jako Helmucik

### Teatr „Vaška” w Toruniu

#### Jako reżyser
- Przygody Koziołka Matołka według Kornela Makuszyńskiego i Mariana Walentynowicza

## Filmografia

### Gościnnie
- 2006: Dublerzy
- 2006: Dublerzy (serial)
- 2011: „Panoptikon”
- 2011: „Caissa”
- 2012−2013: Lekarze − ortopeda Góra (odc. 4 i 19)

### Teatr dla dzieci
- Zaczarowane jezioro Arkadiusz Jakubik (reż. Krystyna Meissner, Władysław Janicki, 1996), jako reżyser

## Nagrody
- Nagroda dyrektora Wydziału Kultury UW w Toruniu (1996)
- I Nagroda jury I OF Komedii w Tarnowie za rolę Podkolesina w „Ożenku” Nikołaja Gogola w Teatrze im. Horzycy w Toruniu (1997)
- Nagroda Marszałka woj. Kujawsko-Pomorskiego 2003
- Nagroda Marszałka woj. Kujawsko-Pomorskiego 2011
- Nagroda Uniwersytetu Mikołaja Kopernika za rolę Maćka  Bogdańca, w spektaklu „Krzyżacy” 2015.
- Nagroda Marszałka woj. Kujawsko-Pomorskiego 2022
- „Zasłużony dla zdrowia Narodu”.